# 班达尔达哈
班达尔达哈（Bhandardaha），是印度西孟加拉邦Haora县的一个城镇。总人口4816（2001年）。

## 人口
该地2001年总人口4816人，其中男性2398人，女性2418人；0—6岁人口547人，其中男249人，女298人；识字率65.32%，其中男性为70.48%，女性为60.22%。